# Genaunosok
A genaunosok ókori gall nép. Raetiában éltek az Adige jobb partján. Idősebb Plinius szerint olyan kegyetlenek voltak, hogy minden férfi foglyot, sőt a születendő magzatot is megölték, ha fiúnak tartották. Drusus a breunusokkal együtt legyőzte őket. Sztrabón is említést tesz róluk.